# Hybrizon ghilarovi
Hybrizon ghilarovi är en stekelart som beskrevs av Vladimir Ivanovich Tobias 1988. Hybrizon ghilarovi ingår i släktet Hybrizon och familjen brokparasitsteklar. Inga underarter finns listade i Catalogue of Life.